# Tucan cu gât galben
Tucanul cu gât galben (Ramphastos ambiguus) este o specie de pasăre piciformă din familia tucanilor, Ramphastidae. Este o specie de pasăre aproape amenințată și se găsește din Honduras spre sud în nordul Americii de Sud și dincolo de Peru.